# 真夜中の青春
『真夜中の青春』（まよなかのせいしゅん、The Landlord）は、ハル・アシュビー監督による1970年のアメリカ合衆国の映画である。アシュビーの監督デビュー作であり、クリスティン・ハンターの小説を原作としている。
リー・グラントがアカデミー助演女優賞などにノミネートされた。

## キャスト
※括弧内は日本語吹替（テレビ版）
- エルガー・エンダース - ボー・ブリッジス（富山敬）
- ジョイス・エンダース夫人 - リー・グラント
- ファニー - ダイアナ・サンズ
- マージ - パール・ベイリー
- ウィリアム・エンダース氏 - ウォルター・ブルック（村松康雄）
- コーピー - ルイス・ゴセット・ジュニア
- レイニー - マーキー・ベイ（弥永和子）
- デュボイズ - メル・スチュワート（藤本譲）
- スーザン - スーザン・アンスパッチ
- ピーター - ロバート・クライン（屋良有作）
- オスカー - グローヴァー・デイル
- サリー - トリッシュ・ヴァン・ディヴァー
- ヘイウッド - スタンリー・グリーン

## ノミネート
| 賞                   | 部門       | 候補者         | 結果       |
| -------------------- | ---------- | -------------- | ---------- |
| アカデミー賞         | 助演女優賞 | リー・グラント | ノミネート |
| ゴールデングローブ賞 | 助演女優賞 | リー・グラント | ノミネート |